# La Dominelais
La Dominelais (en bretón Doveneleg) es una población y comuna francesa, situada en la región de Bretaña, departamento de Ille y Vilaine, en el distrito de Redon y cantón de Grand-Fougeray.

## Demografía
| 927 | 887 | 806 | 796 | 829 | 906 |
| Para los censos de 1962 a 1999 la población legal corresponde a la población sin duplicidades (Fuente: INSEE [Consultar]) |     |     |     |     |     |